# Храмцовська
Храмцо́вська (рос. Храмцовская) — селище у складі Білоярського міського округу Свердловської області.
Населення — 59 осіб (2010, 155 у 2002).
Національний склад станом на 2002 рік: росіяни — 85 %.